# Scouleria rschewinii
Scouleria rschewinii là một loài Rêu trong họ Grimmiaceae. Loài này được Lindb. & Arnell mô tả khoa học đầu tiên năm 1890.